# Favia leptophylla
Favia leptophylla är en korallart som beskrevs av Addison Emery Verrill 1868. Favia leptophylla ingår i släktet Favia och familjen Faviidae. IUCN kategoriserar arten globalt som otillräckligt studerad. Inga underarter finns listade i Catalogue of Life.